# 新加坡郵政
新加坡郵政（SGX：S08，簡稱：SingPost、新郵）是一家新加坡民營化的公司，過去曾是新加坡電信局的一個部門，現為新加坡電信及阿里巴巴集團的關係企業。
新加坡郵政是第一家公共郵政被許可人，新加坡電信局於1992年根據電信管理法第42條授予許可。作為被許可人，新加坡郵政被授權以獨佔特權經營、操作國際郵件及包裹的接收、收集和遞送。

## 沿革
- 1819年，史丹福‧萊佛士（Stamford Raffles）在新加坡成立了一間郵局，僅由三人運營。
- 1858年10月，貿易蓬勃發展，為因應海運和郵遞的需求增長，郵局成為海事處的一個郵政部門。
- 1949年，郵政部改由馬來西亞聯邦郵政總局管理。
- 1965年8月9日，新加坡獨立，之後分階段接管了郵政部。
- 1966年1月8日，郵政部被聯合國的國際郵政機構萬國郵政聯盟（UPU）錄取。
- 1967年1月1日，新加坡郵政服務部（Postal Services Department）作為一個獨立的機構成立。
- 1982年，新加坡郵政服務部被併入當時的新加坡電信局（Telecommunication Authority of Singapore）。

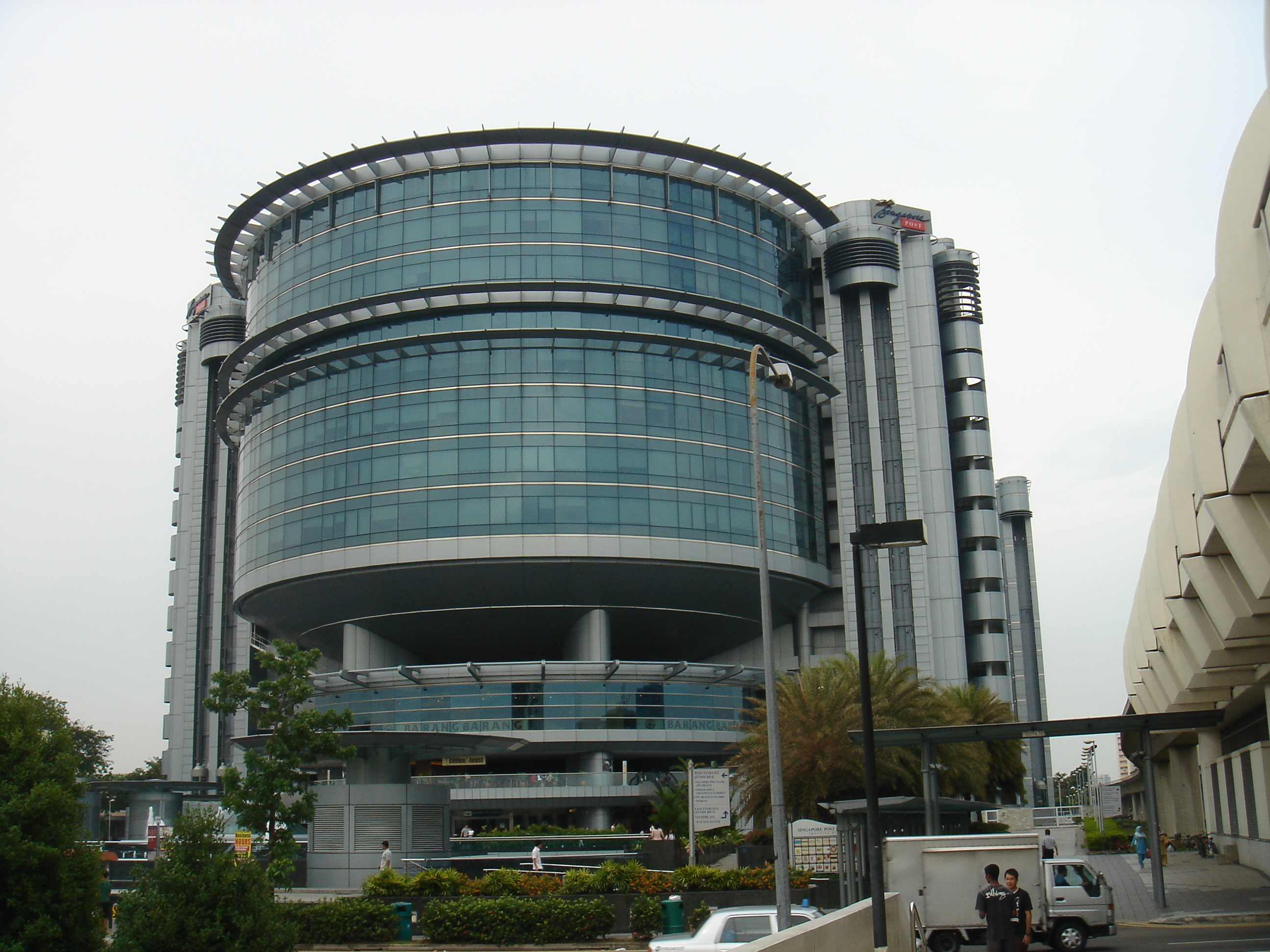
新邮中心，位於巴耶利峇的新加坡郵政總部

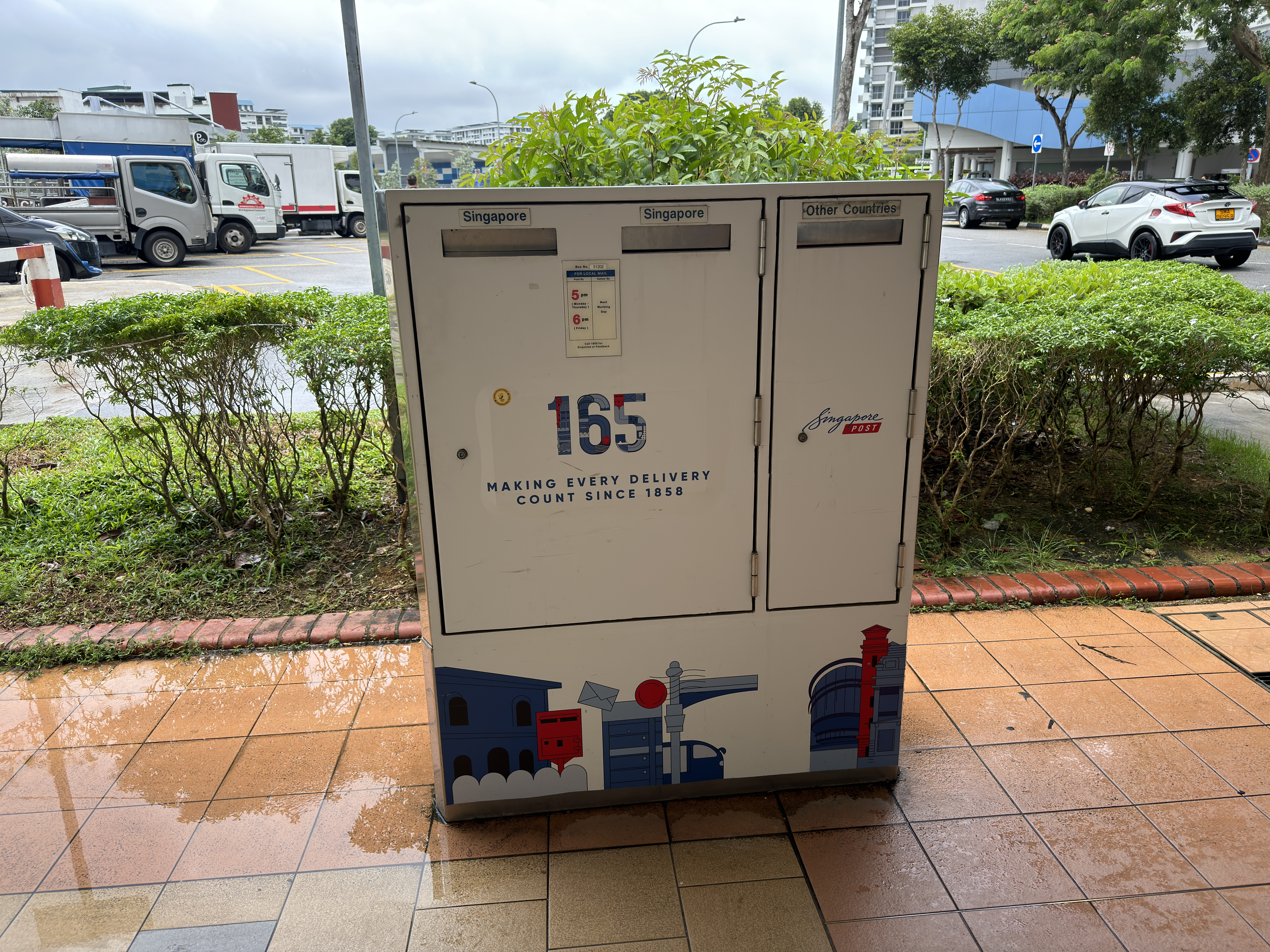
郵箱

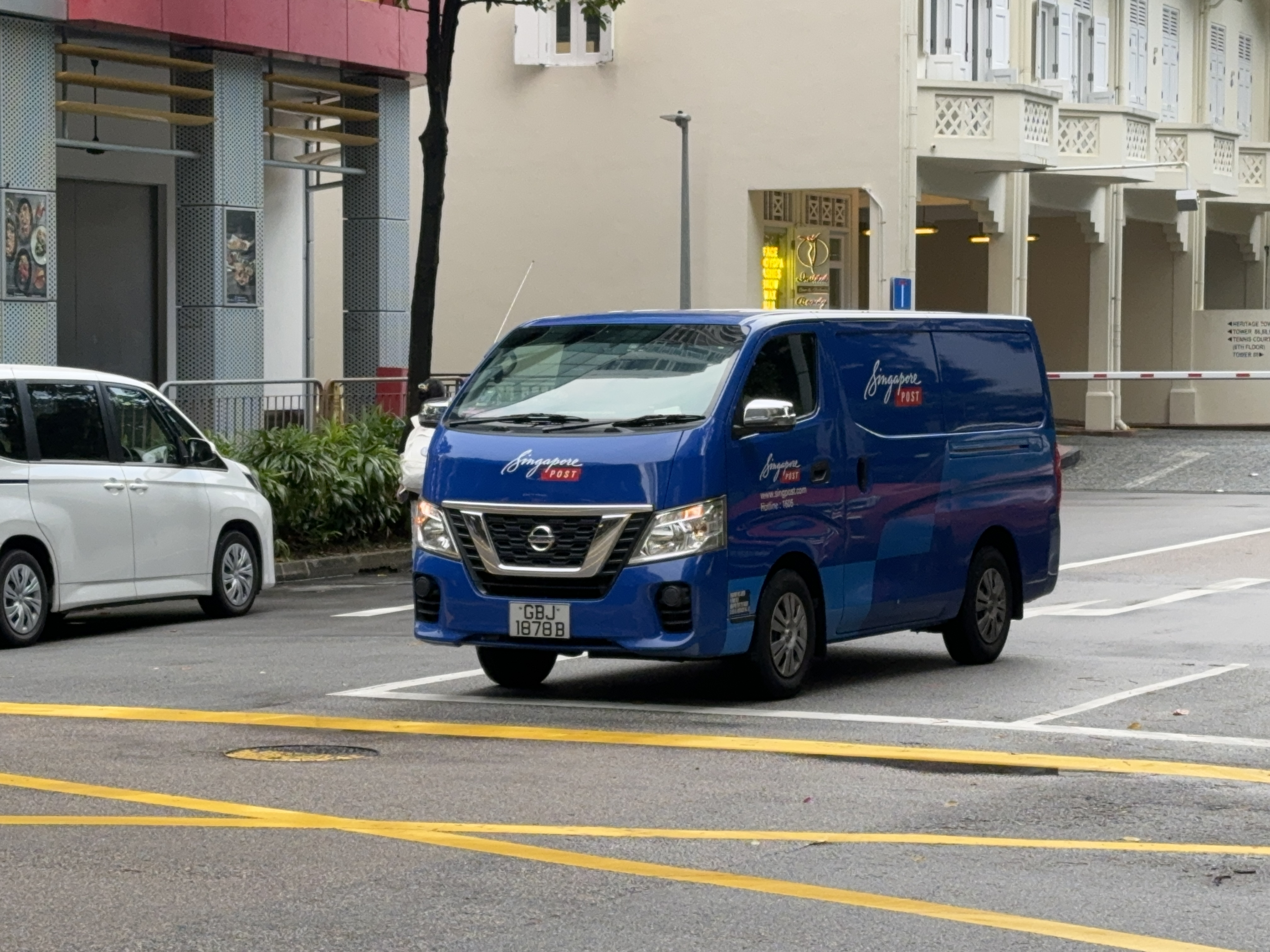
郵政車隊

- 1992年，新加坡電信局的業務被分拆為三個實體：重組後的新加坡電信局（現為資訊通信媒體發展局的一部分）、民營化的新加坡電信私人有限公司（現為新加坡電信有限公司）及其子公司：新加坡郵政私人有限公司（Singapore Post Private Limited）。
- 2003年，新加坡郵政私人有限公司更名為新加坡郵政有限公司（Singapore Post Limited），並在新加坡交易所（SGX-ST）的主板上市。
- 2014年5月，中國的阿里巴巴集團入股新加坡郵政，以2.5億美元認購10.35%股份。
- 2016年7月，阿里巴巴集團增加新加坡郵政的股份至14.51％，並投資新加坡郵政的子公司冠庭國際物流股份有限公司（Quantium Solutions Co, Ltd.）。

## 子公司
- CouriersPlease Pty Ltd.（澳洲的國內快遞）
- Famous Holdings Pte Ltd.（貨運承攬）
- General Storage Company Pte Ltd.（倉儲）
- Quantium Solutions Co, Ltd.（新加坡郵政在海外的郵政服務網絡）
- Singpost Ecommerce Pte Ltd.（電子商務）